# Квакши
Квакши, или древесные лягушки, или древесницы (лат. Hylidae) — семейство бесхвостых земноводных, одно из самых больших (716 видов) среди амфибий.

## Этимология
Латинское название происходит от персонажа древнегреческой мифологии аргонавта Гиласа (др.-греч. Ὕλας — «лесной»). Зачастую происхождение названия неверно связывают с греческим ὕλη («лес» или «дерево»).
Русское название «квакши» отражает особенности голосового поведения обыкновенных квакш — они очень громко квакают, причём как самцы, так и самки. Название «древесные лягушки» связано с их образом жизни.

## Описание
Внешний вид представителей семейства разнообразен — для одних видов характерно уплощённое строение тела, другие имеют внешнее сходство с маленькими лягушками, а у третьих туловище обрюзгшее, словно слегка расплывшееся. Длина тела колеблется от 1,6 см (миниатюрная литория) до 13,5 см (длинноногая литория). Присутствует половой диморфизм — самки в 1,5-2 раза крупнее самцов, и у некоторых видов существует разница в окраске. Глаза большого размера и направлены немного вперёд, что обеспечивает бинокулярное зрение, благодаря которому квакши с высокой точностью определяют расстояние до добычи или соседней ветки и совершают безошибочные прыжки. Для всех квакш характерно наличие зубов на верхней челюсти. Между пальцами — эластичные перепонки, благодаря которым некоторые виды могут планировать на расстояние до двух метров. У самцов многих видов есть горловой мешок. Рёбра у квакш отсутствуют. Кожа, обычно, гладкая и сухая на ощупь. У некоторых видов кожа имеет свойство отражать инфракрасное излучение. Это помогает сохранять тепло и спасает от хищников, способных видеть в инфракрасном диапазоне (в первую очередь — от змей).
|                                                              |
| Изменение окраски коралловопалой квакши под окружающую среду |

Расцветка квакш тоже очень разнообразна и зависит от видовой принадлежности. Большинству видов присуща маскирующая окраска в зелёных или коричневатых тонах с различными разводами, помогающая лягушке слиться с окружающей средой. Квакша Гислера маскируется под лишайник, географическая квакша — под сухой лист. Многие квакши, особенно древесные виды, способны подобно хамелеонам менять цвет в зависимости от окружающей их обстановки. Причём, основным фактором для смены окраски являются не столько зрительные, сколько тактильные ощущения. На гладких поверхностях они зеленеют, на шероховатых — коричневеют или сереют, даже если находятся в полной темноте. Связано это с тем, что гладкая поверхность у них ассоциируется с листьями деревьев, а шероховатая — с корой или землёй. Также, окраска квакш может заметно меняться в зависимости от температуры, влажности окружающей среды и даже настроения. Например, бледность обыкновенной квакши свидетельствует о том, что она замерзла, а потемнение — знак того, что она рассержена.
Характерной чертой квакш, присущей практически всем видам, является наличие на кончиках пальцев своеобразных дисков-присосок, выделяющих при надавливании клейкую лимфу. Мышцы пальцев уплощают диски, вытесняя из-под них воздух, за счёт чего происходит прилипание лягушки к любым поверхностям. Присасывающая сила дисков настолько велика, что квакши без усилий могут держаться даже на гладких вертикальных поверхностях (например, на стекле террариума) или вверх брюхом. Также, диски помогают смягчить удар при приземлении. Кроме того, кожа на горле и животе большинства квакш имеет ячеистое строение и снабжена железами, выделяющими такую же липкую жидкость, как и диски. На гладких поверхностях они удерживаются при помощи силы сцепления, на шероховатых — главным образом с помощью лап. Однако, есть квакши и с очень слабо развитыми присосками — филомедузы. Этот недостаток компенсируется тем, что у них один палец на лапке противопоставлен остальным, как у человека. Такой хватательный тип конечности делает этих амфибий похожими на хамелеонов — филломедузы двигаются очень медленно и осторожно. Сила хвата у этих лягушек огромна — оторвать их от ветки не повредив им конечность практически не возможно.

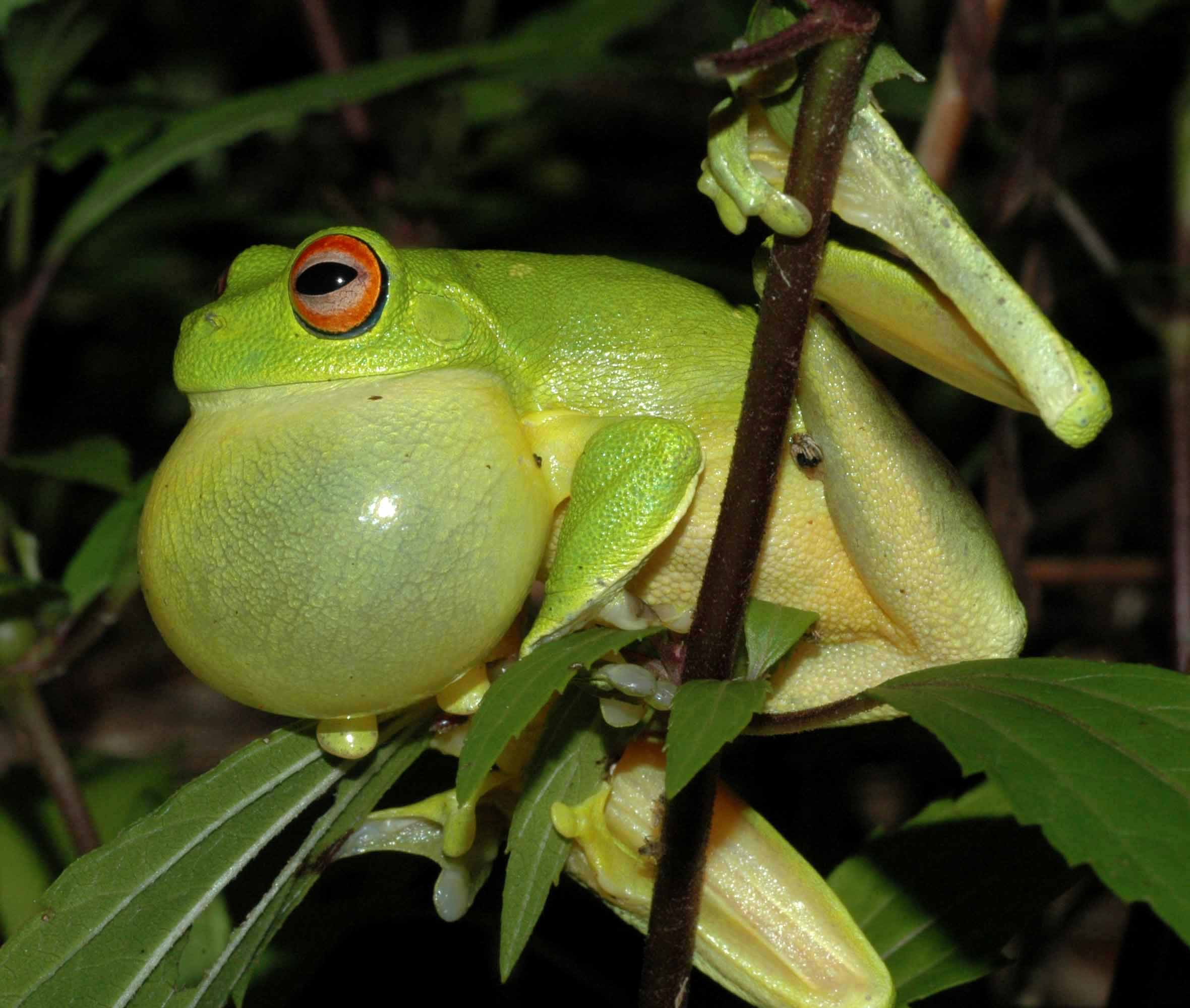
Поющий самец красноглазой литории

Ещё одной особенностью квакш является голосовое поведение — квакают не только самцы, но и самки, благодаря чему они и получили своё название. Однако, не все виды именно квакают. У обыкновенной квакши песня похожа на утиное кряканье, у жемчужной — на мелодичную птичью трель, у гигантской квакши — на собачий лай (в случае опасности — на мяуканье), у стройной квакши — на шлепок веслом по воде, у красной — на скрип ножа по стеклу, а квакша-кузнец названа так за голос, напоминающий удар молотком по металлу. Пение австралийских квакш больше похоже на блеяние, а свистящая квакша свистит.
Все квакши в той или иной степени ядовиты. Наиболее токсичны жабовидная и кубинская квакши, но даже их яд безопасен для человека — в худшем случае могут возникнуть неприятные ощущения (в частности — жжение) при попадании ферментов кожи на слизистые оболочки (рот или глаза). Поэтому, после общения с ними желательно мыть руки.

## Образ жизни

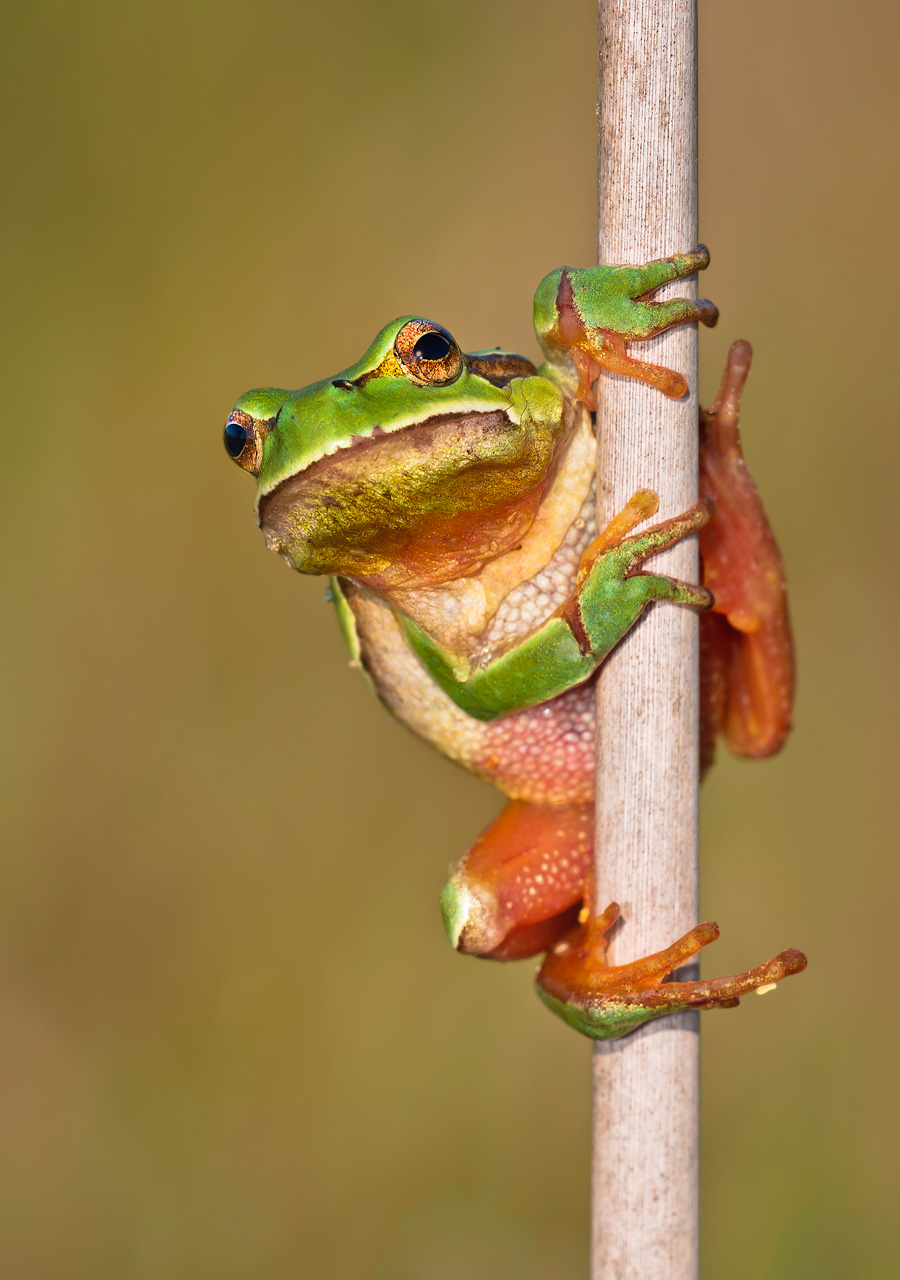
Обыкновенная квакша на стебле тростника

Большинство видов прекрасно приспособлены к древесному образу жизни, но есть наземные (жемчужная квакша) и полуводные формы (золотистая и калифорнийская квакши), встречаются даже виды, обитающие в пустынных условиях. Лопатницы большую часть своей жизни проводят под землей.
Активны, как правило, в ночное время. Прекрасно ориентируются на местности, даже при удаленные на расстояние до километра от своих владений легко находят дорогу домой. В случае опасности или в погоне за добычей могут прыгать на расстояние до 75 см, а чернопятнистая квакша при длине 30 миллиметров совершает прыжки до полутора метров. Некоторые виды в случае опасности опрокидываются брюшком кверху и притворяются мёртвыми. Незадолго до наступления ненастья, связанного с повышением влажности и изменением атмосферного давления, квакши оживляются, выходя из своих укрытий днём. При этом самцы начинают кричать, как в сумерки. Таким образом, по крикам квакш в дневное время, можно с высокой долей вероятности предсказывать приближение дождя.

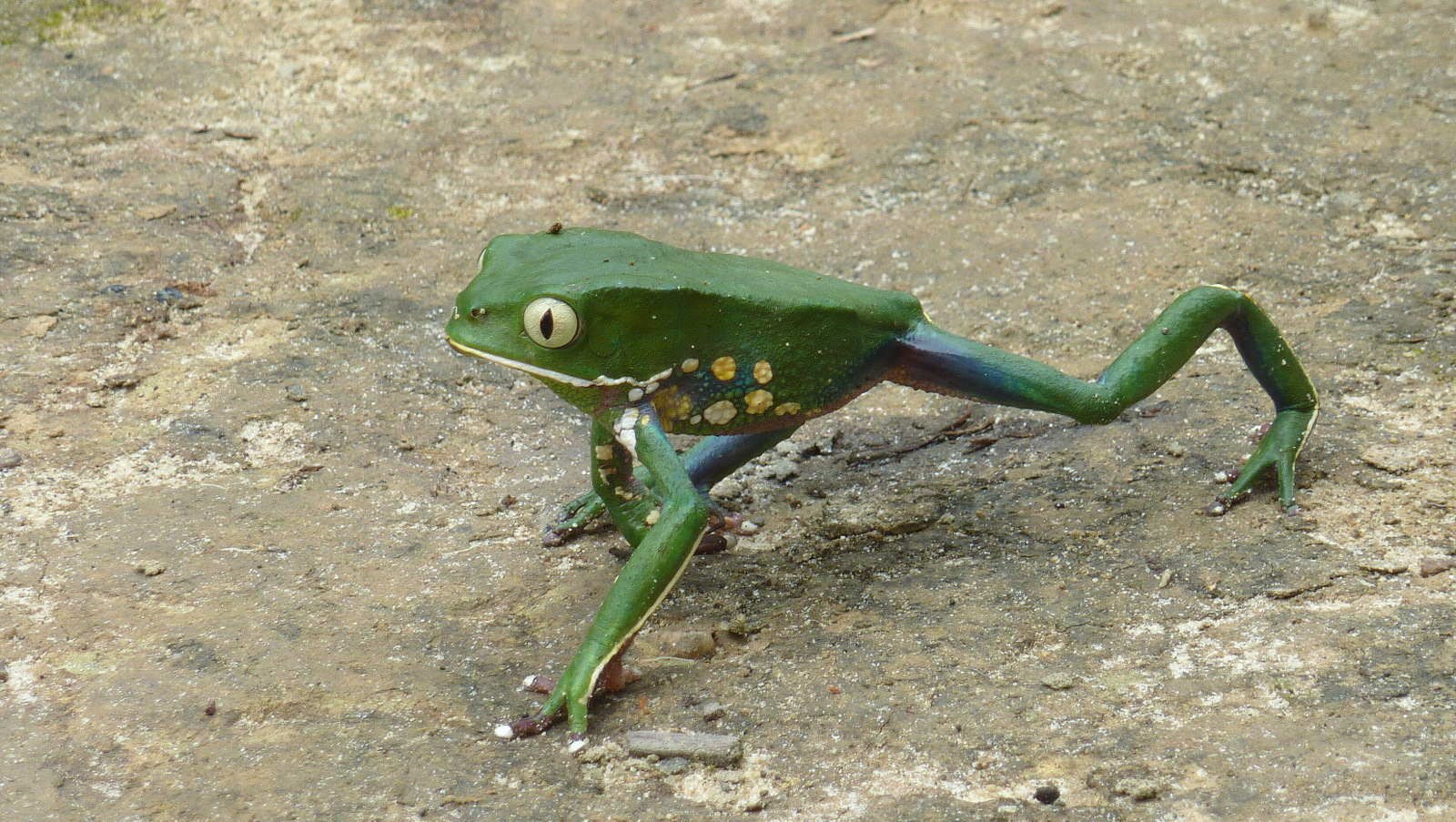
Прибрежная филломедуза передвигается по земле

Самые северные представители — обыкновенная, дальневосточная, королевская и свистящая квакши на зиму залегают в спячку. Зимуют в дуплах деревьев, под камнями или толстым слоем опавших листьев, пустотах под корнями деревьев и даже в щелях фундаментов строений. Изредка зарываются в илистое дно водоёмов с медленным течением. Длительность спячки зависит от погодных условий, как правило она длится с октября по март. Остальные виды активны круглый год.
Питаются насекомыми и другими беспозвоночными, но некоторые крупные виды могут питаться небольшими позвоночными — молодью ящериц, лягушек, мышей. Жертву поджидают в засаде. Мелкую добычу захватывают длинным языком, крупную ловят и заталкивают в рот передними лапами.
Живут квакши до пяти лет, в неволе известны случаи доживания до 22 лет.

## Размножение

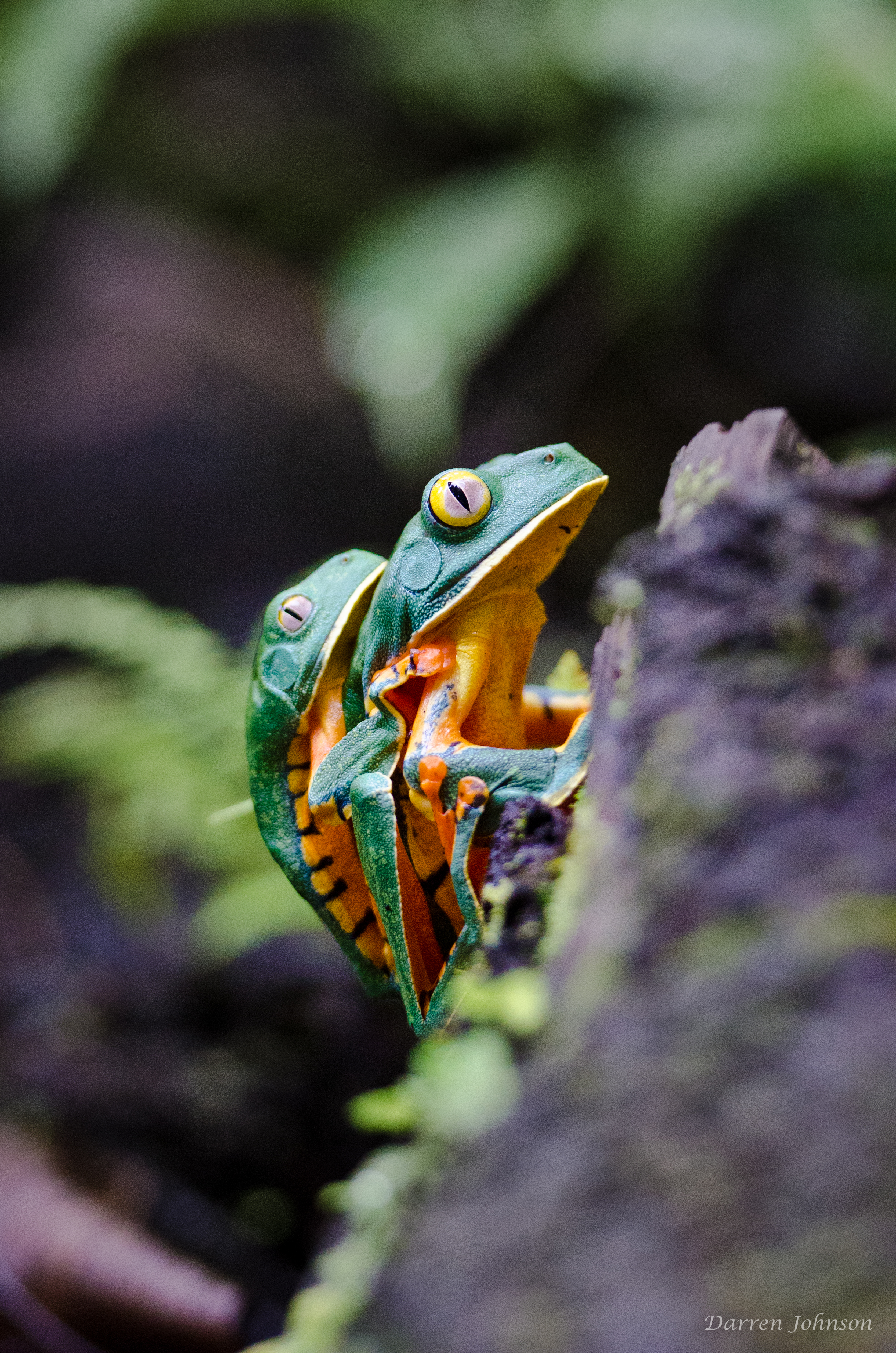
Амплексус желтоглазых квакш

Вне зависимости от образа жизни, в период размножения все виды квакш тесно связаны с водой. Австралийские квакши мечут икру на дне быстротекущих ручьёв и рек, прикрепляя яйца к камням и корням растений. У головастиков этих видов есть присоски, позволяющие им прикрепляться к камням. Некоторые виды (например, банановая квакша) откладывают яйца непосредственно на нависающие над водой листья деревьев и вылупившиеся головастики падают прямо в воду. Икра сонорских квакш в разгар размножения встречается в каждой луже и даже в заполненных дождевой водой колеях просёлочных дорог. Многие виды устраивают гнёзда в пазухах широких листьев и крупных цветов бромелиевых растений, в дуплах, под отставшей корой деревьев — в общем, в любых более-менее пригодных для выращивания головастиков временных водоёмах, регулярно заполняемых водой в сезон дождей. Очень необычна забота о потомстве у квакш Trachycephalus resinifictrix. Самец оплодотворяет икру одной самки, и призывает другую, которая откладывает яйца в том же месте. Но, её икру самец не оплодотворяет — она будет служить кормом для головастиков первой самки.

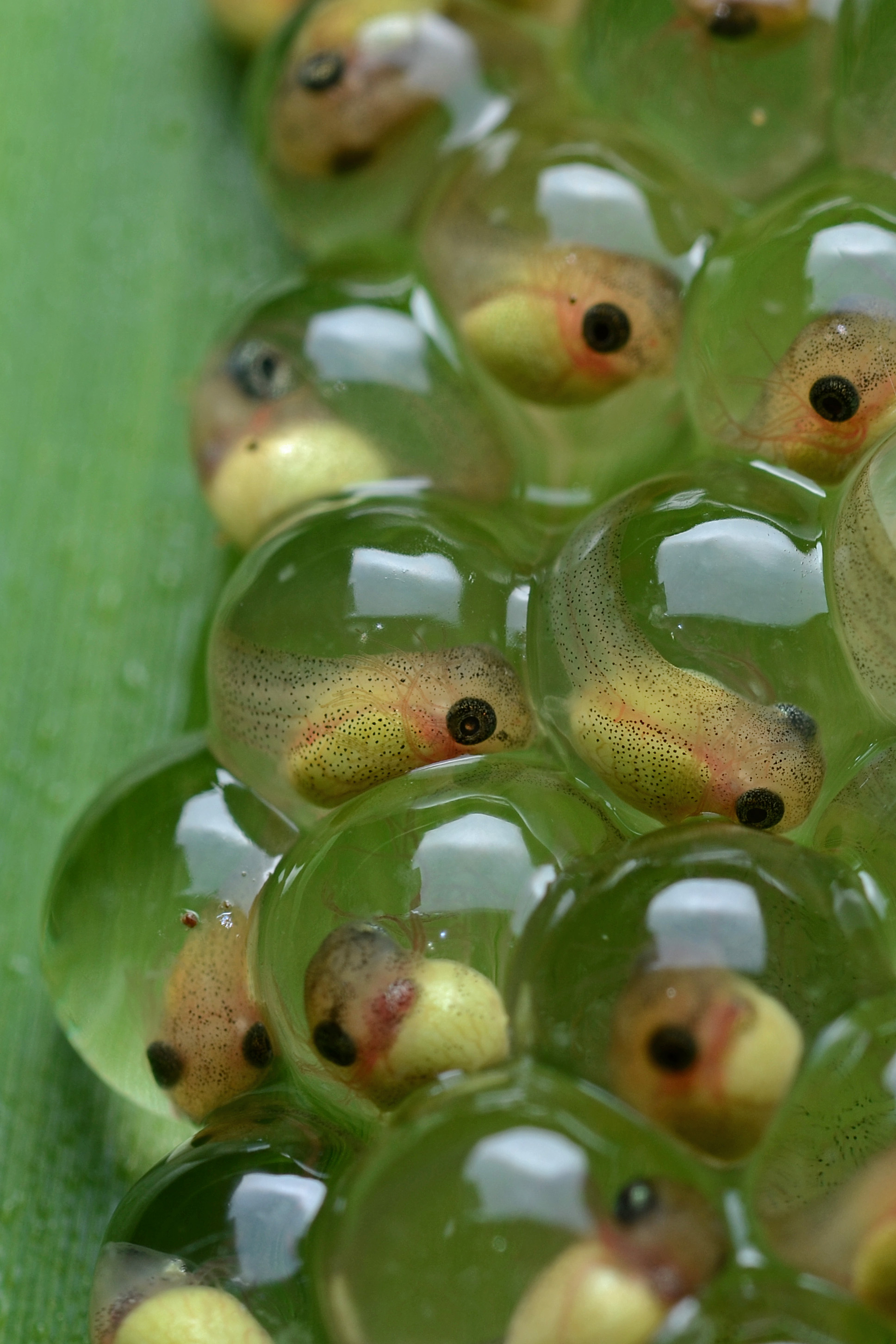
Икра красноглазой квакши

Однако, не все квакши используют естественные водоёмы, некоторые виды сами готовят нерестилища. Самки филломедуз устраивают гнёзда, сворачивая задними лапами вокруг брюха трубку из листьев, куда откладывает яйца, оболочки которых склеивают края листьев. Бразильская квакша подыскивает дупло и обмазывает его смолистыми выделениями, обеспечивающими идеальную водоизоляцию. После начала сезона дождей этот искусственный водоём заполняется водой, и в него откладывается икра. Дупла, уже заполненные водою, квакша игнорирует, так как в них обычно идёт процесс гниения. Несколько видов (леопардовая квакша, квакша-кузнец, квакша Розенберга) создают на дне мелких заводей изолированные бассейны для своего потомства. Лягушка захватывает ил передними лапками, используя присоски в качестве лопаточек, и укладывает вал, разравнивая его изнутри брюхом и подбородком, пока он не поднимется над водой и не отгородится от остального водоёма.

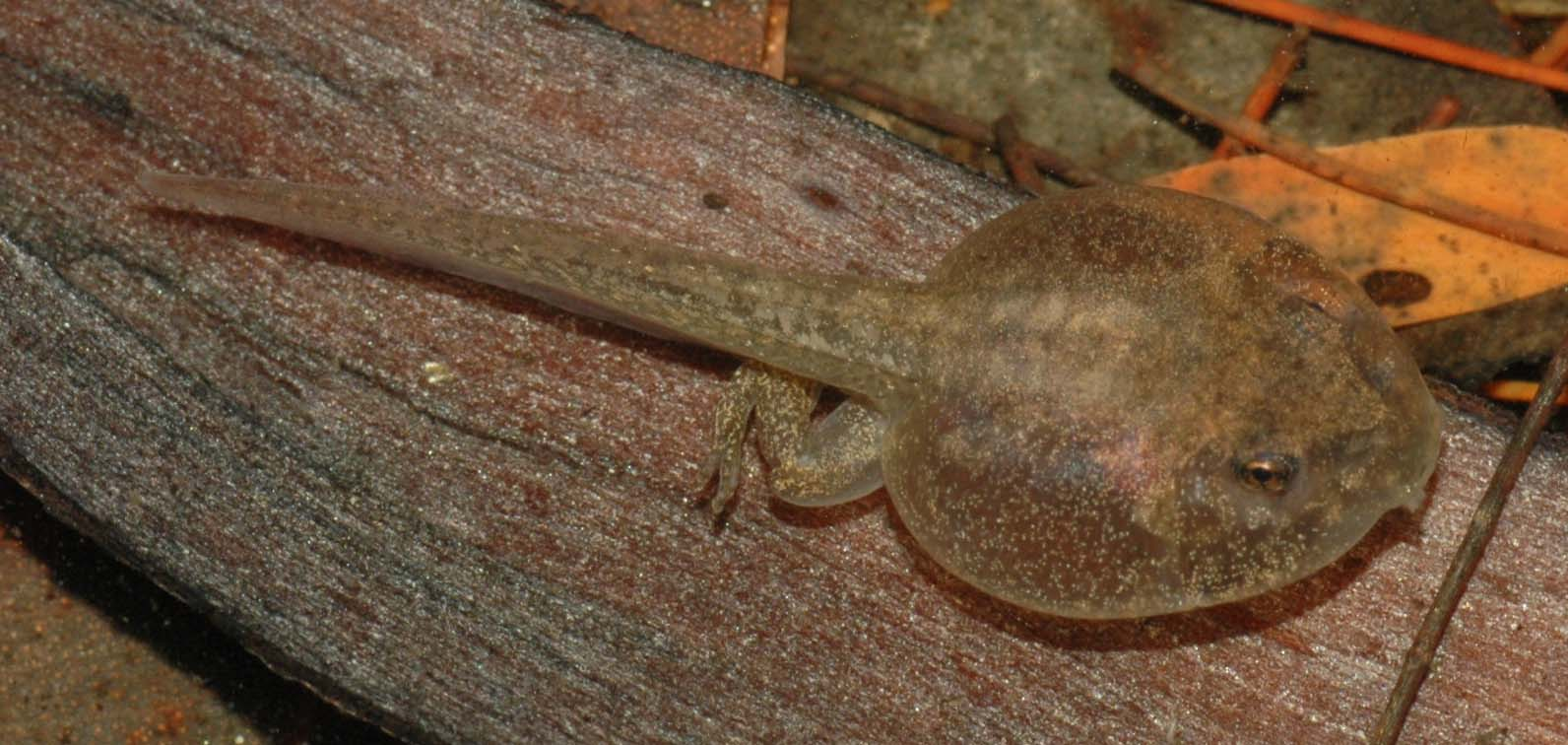
Головастик зелёной литории

У квакш, откладывающих большое количество мелких икринок, развитие головастиков происходит в воде. Головастики большинства видов имеют расположенные по бокам глаза и широкие хвосты с узкими нитевидными кончиками. У видов, откладывающих небольшое количество крупных яиц происходит прямое развитие — метаморфоз заканчивается внутри яйца, из которого вылупляются маленькие копии своих родителей.
Известны случаи межвидового скрещивания в природе между пастушьими квакшами и квакшами Андерсона (самки квакш Андерсона спариваются с самцами пастушьих квакш). Гибридное потомство развивается нормально, но оказывается бесплодным.

## Распространение
Ареал семейства охватывает умеренный пояс Евразии, Японские острова, северо-западную Африку, Австралийскую зоогеографическую область, Северную и Южную Америки, Карибские острова, квакши интродуцированы на Новой Каледонии, Новых Гебридах (Вануату), Гуаме и в Новой Зеландии.

## В неволе

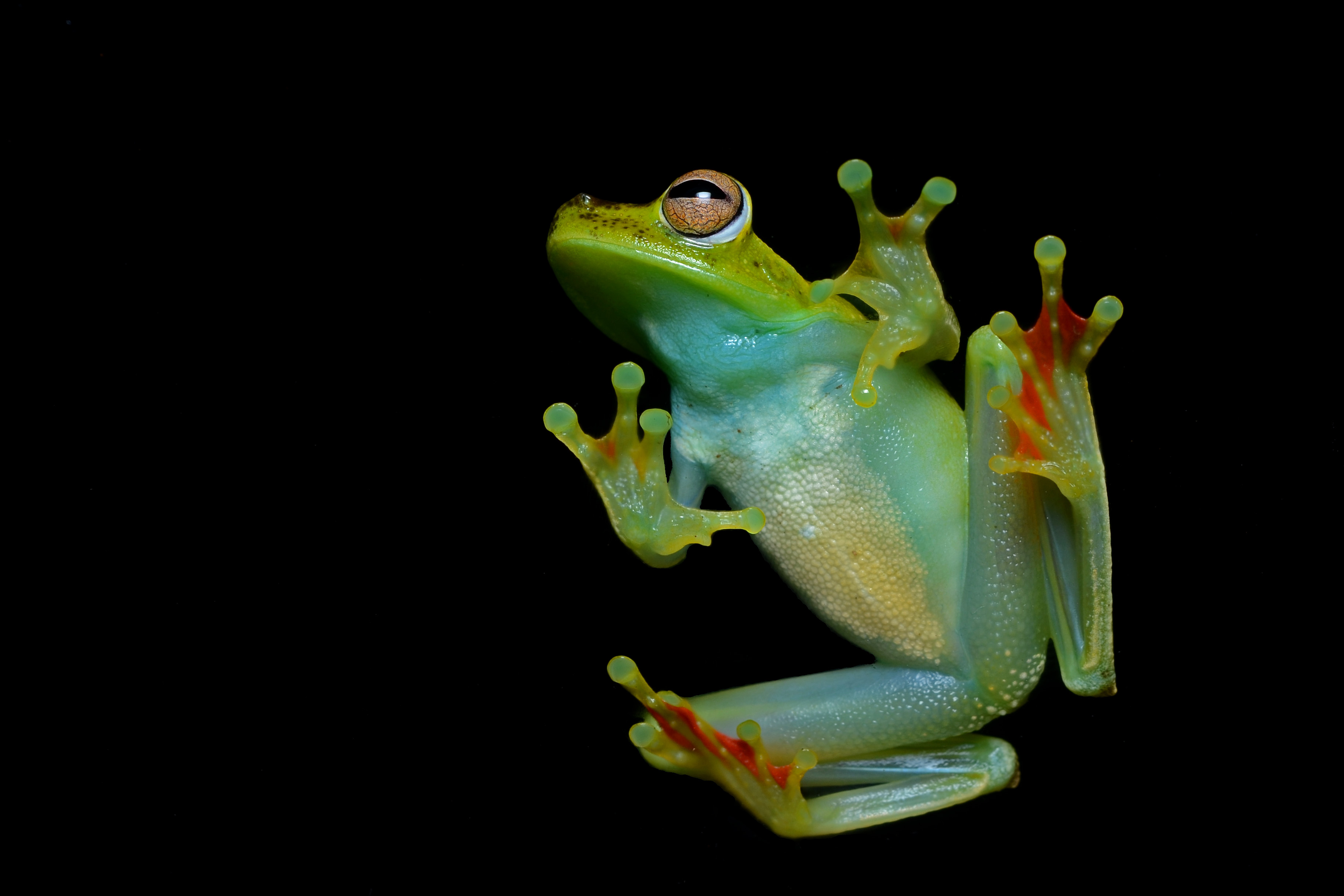
Пёстрая квакша на стекле террариума

Благодаря яркой окраске, необычным голосам и интересному поведению квакши очень популярны среди террариумистов, которые любят красиво оформленные террариумы с большим количеством растений. Многие квакши достаточно неприхотливы, быстро привыкают к рукам и безбоязненно берут из них корм. Содержат квакш в террариумах вертикального типа с обилием зелени или коряг и вертикально установленных ветвей, по которым животные могут передвигаться. Живут в неволе квакши очень долго — 15-20 лет, максимальный зарегистрированный возраст обыкновенной квакши 22 года.

## Классификация
Систематика квакш до сих пор остаётся спорной. В зависимости от того, выдвинута ли на первый план молекулярная биология или морфологические сравнительные характеристики, разными авторами предлагаются различные варианты таксономии. Самый полный пересмотр последних лет привёл к большому количеству перегруппировок и переименований. Существовавшее ранее подсемейство Hemiphractinae было полностью разгруппировано и теперь рассматривается как отдельное семейство Hemiphractidae. Были созданы новые роды, а некоторые виды перенесены из одних родов в другие. В роде Hyla, который когда-то был самым обширным и содержал более чем 300 видов, осталось только 16 видов. 
На январь 2023 года семейство включает 3 подсемейства, 54 рода и 1035 видов:

Подсемейство Hylinae Rafinesque, 1815 (745 видов)
- Acris Dumeril & Bibron, 1841 — Сверчковые квакши (3 вида)
- Aplastodiscus Lutz, 1950 — Тонкопалые квакши (16 видов)
- Atlantihyla Faivovich et al., 2018 (3 вида)
- Boana Gray, 1825 (99 видов)
- Bokermannohyla Faivovich et al., 2005 (30 вида)
- Bromeliohyla Faivovich et al., 2005 (3 вида)
- Charadrahyla Faivovich et al., 2005 (10 видов)
- Corythomantis Boulenger, 1896 — Щитоголовые квакши (2 вида)
- Dendropsophus Fitzinger, 1843 (109 видов)
- Dryaderces Jungfer et al., 2013 (2 вида)
- Dryophytes Fitzinger, 1843 — Древесницы[18] (20 видов)
- Duellmanohyla Campbell & Smith, 1992 (10 видов)
- Ecnomiohyla Faivovich et al., 2005 (12 видов)
- Exerodonta Brocchi, 1879 (9 видов)
- Hyla Laurenti, 1768 — Квакши (16 видов)
- Hyloscirtus Peters, 1882 (37 видов)
- Isthmohyla Faivovich et al., 2005 (14 видов)
- Itapotihyla Faivovich et al., 2005 (4 вида)
- Lysapsus Cope, 1862 — Тупорылые псевдисы (4 вида)
- Megastomatohyla Faivovich et al., 2005 (4 вида)
- Myersiohyla Faivovich et al., 2005 (6 видов)
- Nesorohyla Faivovich et al., 2005 (1 вид)
- Nyctimantis Boulenger, 1882 — Дупляные квакши (7 видов)
- Osteocephalus Steindachner, 1862 — Костноголовы (27 видов)
- Osteopilus Fitzinger, 1843 — Вест-индские квакши (8 видов)
- Phyllodytes Wagler, 1830 — Листники ( 15 видов)
- Phytotriades Jowers, Downieb, and Cohen, 2009 (1 вид)
- Plectrohyla Brocchi, 1877 — Каскоголовы (19 видов)
- Pseudacris Fitzinger, 1843 — Болотные квакши (17 видов)
- Pseudis Wagler, 1830 — Псевдисы (7 видов)
- Ptychohyla Taylor, 1944 — Желёзистые квакши (6 видов)
- Quilticohyla Faivovich et al., 2018 (6 видов)
- Rheohyla Duellman, Marion, and Hedges, 2016 (1 вид)
- Sarcohyla Duellman, Marion, and Hedges, 2016 (26 видов)
- Scarthyla Duellman & de Sa, 1988 (2 вида)
- Scinax Wagler, 1830 (129 видов)
- Smilisca Cope, 1865 — Смилиски (9 видов)
- Sphaenorhynchus Tschudi, 1838 — Клиноголовы (15 видов)
- Tepuihyla Ayarzaguena, Senaris & Gorzula, 1993 (9 видов)
- Tlalocohyla Faivovich et al., 2005 (5 видов)
- Trachycephalus Tschudi, 1838 — Панцирноголовы (18 видов)
- Triprion Cope, 1866 — Шлемоносные квакши (3 вида)
- Xenohyla Izecksohn, 1998 (2 вида)

Подсемейство Pelodryadinae Tschudi, 1838 (223 вида)
- Litoria Tschudi, 1838 — Австралийские квакши, или литории (102 вида)
- Nyctimystes Stejneger, 1916 — Сетчатоглазки (44 вида)
- Ranoidea Tschudi, 1838 (72 вида)

Подсемейство Phyllomedusinae Gunther, 1858 (67 видов)
- Agalychnis Cope, 1864 — Яркоглазые квакши (14 видов)
- Callimedusa Duellman, Marion, and Hedges, 2016 (6 видов)
- Cruziohyla Faivovich, Haddad, Garcia, Frost, Campbell, and Wheeler, 2005 (3 вида)
- Hylomantis Peters, 1873 "1872" — Шершавые квакши (2 вида)
- Phasmahyla Cruz, 1991 (8 видов)
- Phrynomedusa Miranda-Ribeiro, 1923 (6 видов)
- Phyllomedusa Wagler, 1830 — Филломедузы (16 видов)
- Pithecopus Pithecopus Cope, 1866 (12 видов)

Виды incertae sedis
- Hyla imitator (Barbour and Dunn, 1921)
- Hyla nicefori (Cochran and Goin, 1970) — Квакша Нисёфоро
- Litoria castanea (Steindachner, 1867))
- Litoria jeudii (Werner, 1901) — Длинноголовая литория
- Litoria louisiadensis (Tyler, 1968) — Луизиадская литория
- Litoria obtusirostris Meyer, 1875 — Короткомордая литория
- Litoria vagabunda (Peters and Doria, 1878) — Складкогрудая литория

## Фото

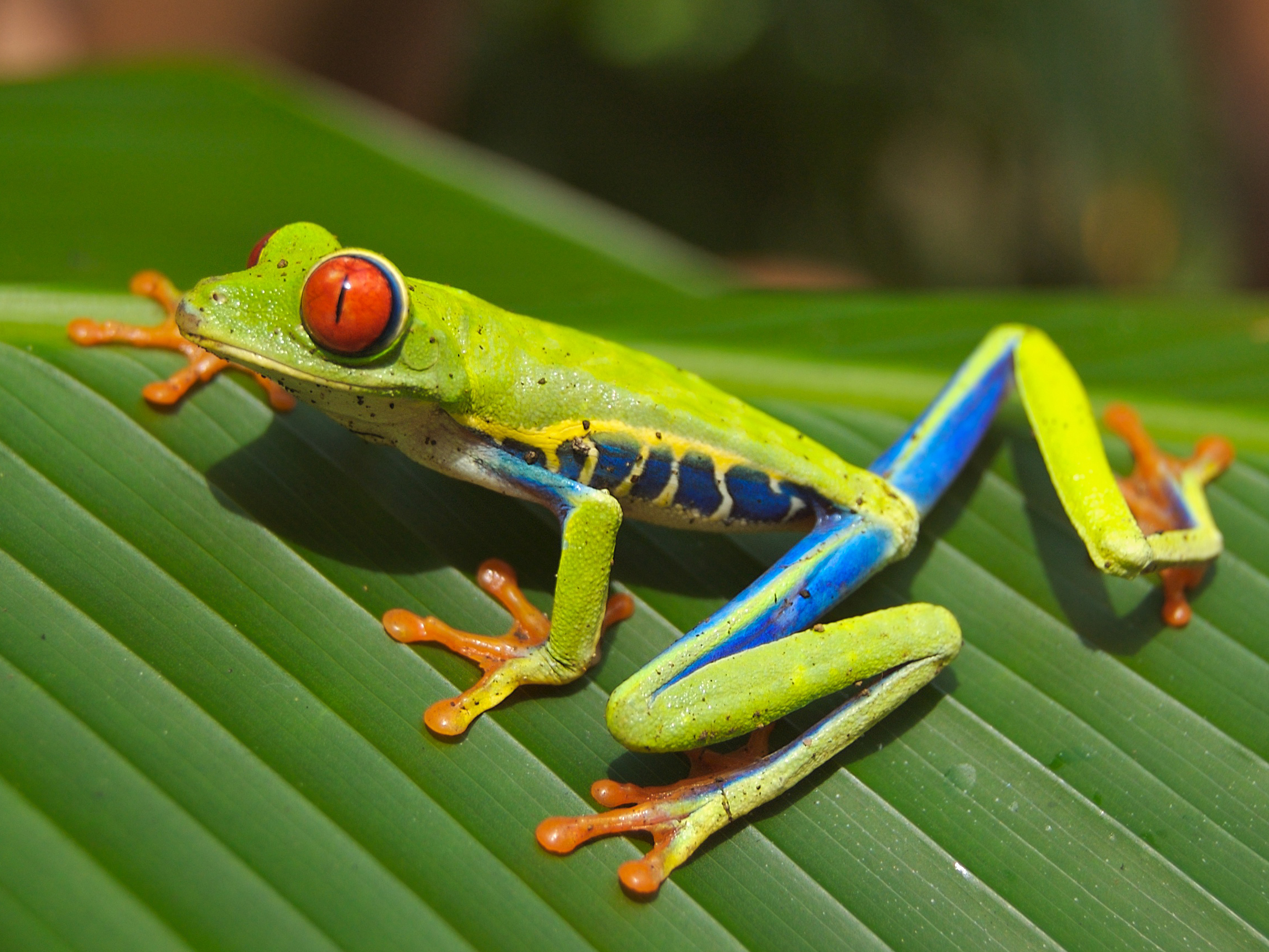
Красноглазая квакша
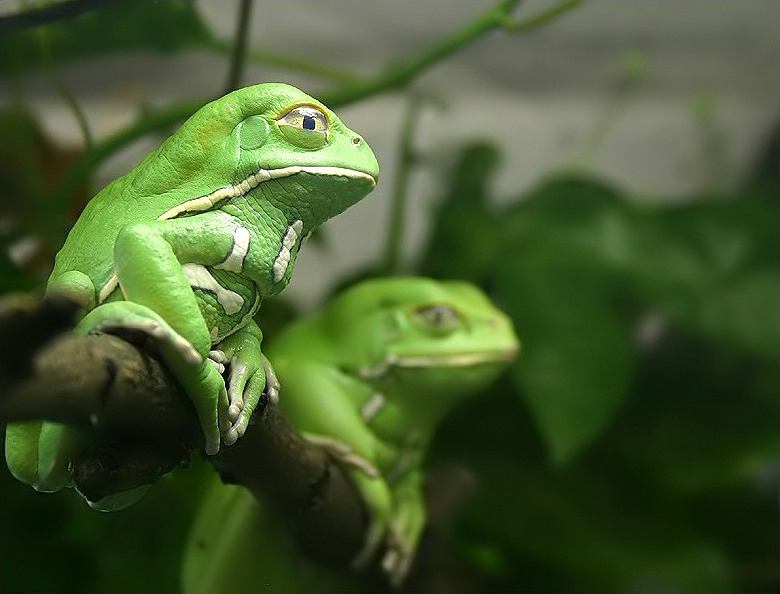
Чакская филломедуза
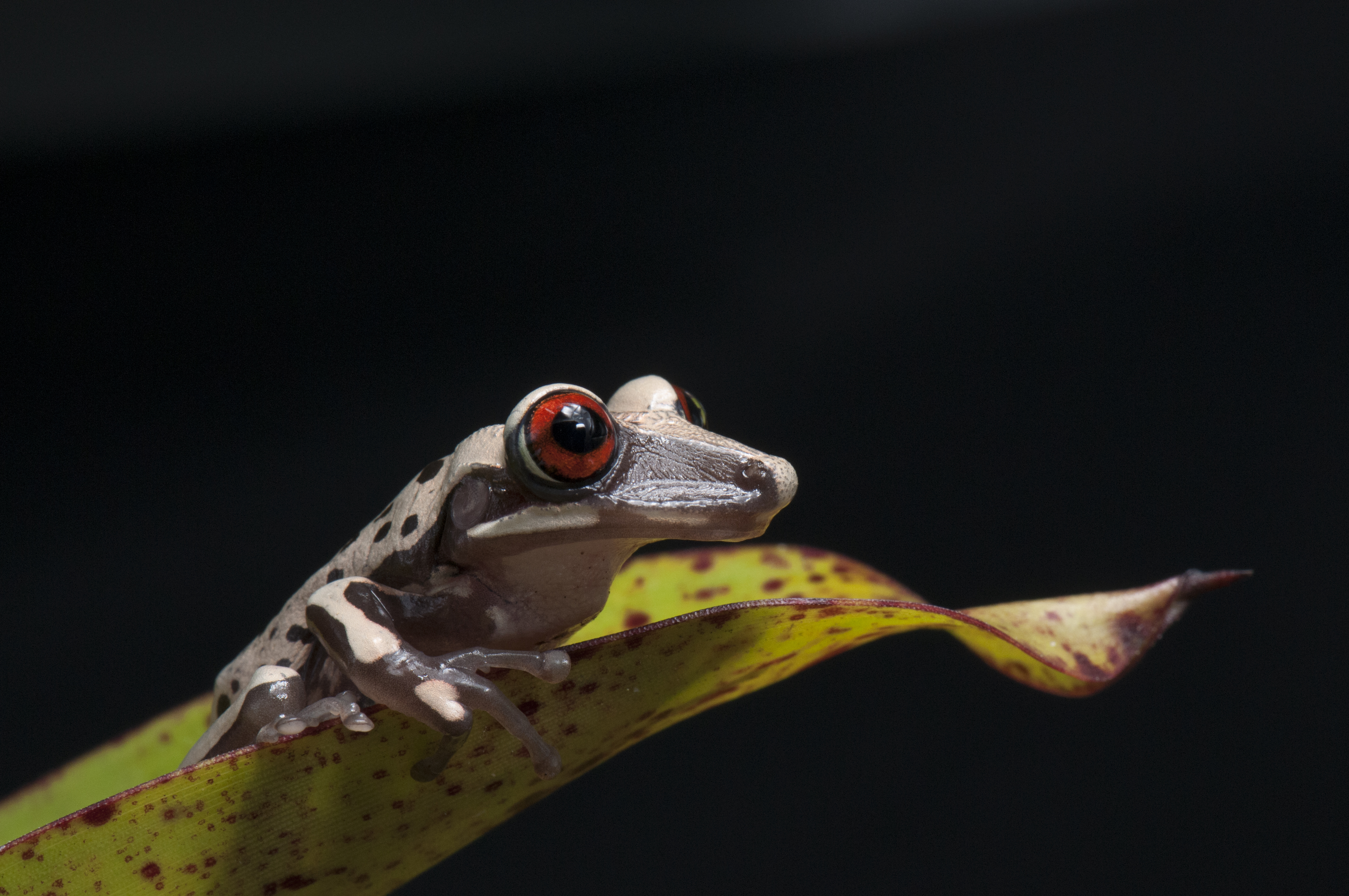
Бразильский гребнистоголов
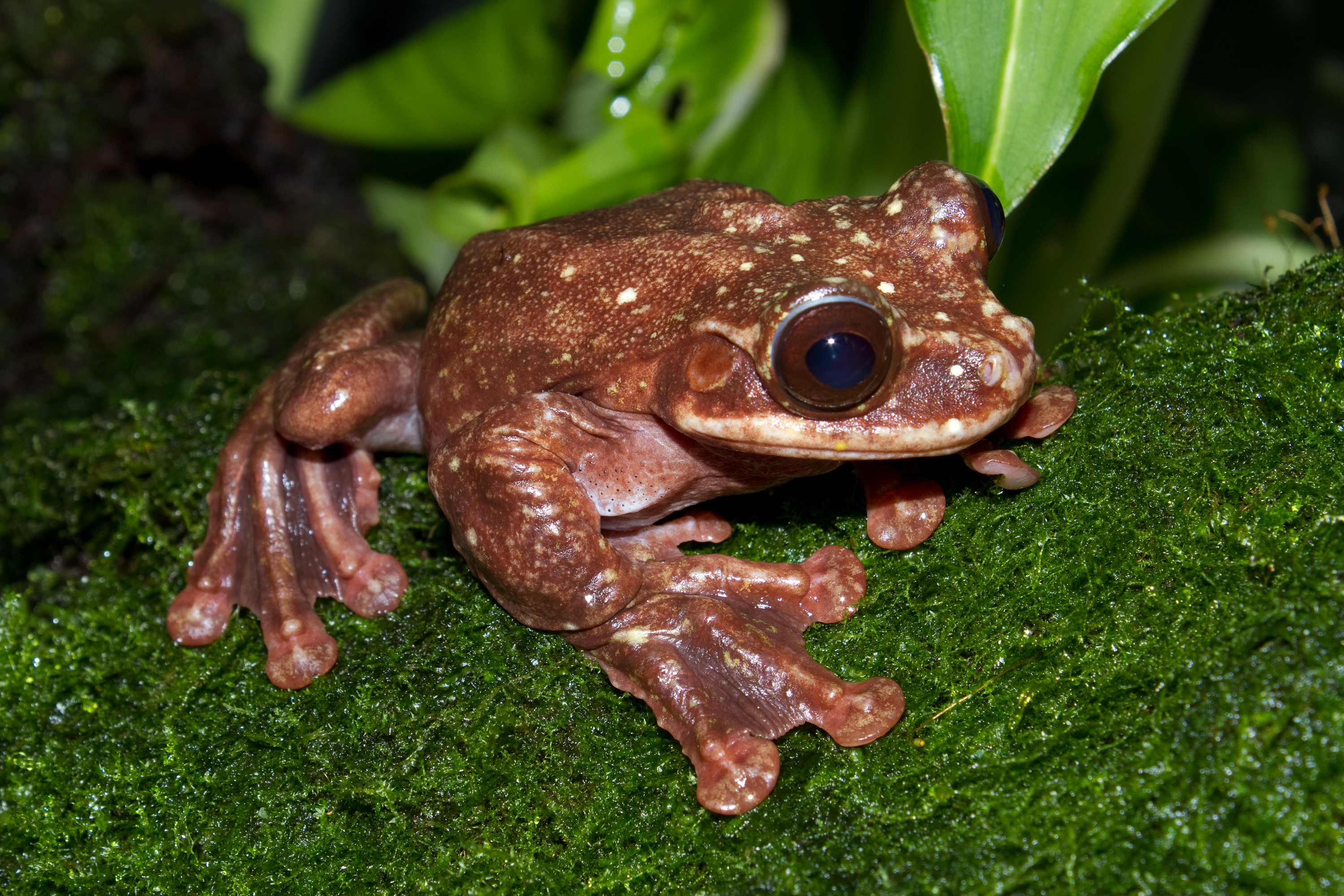
Ecnomiohyla rabborum